# Wolfgang Nöth (Gastronom)

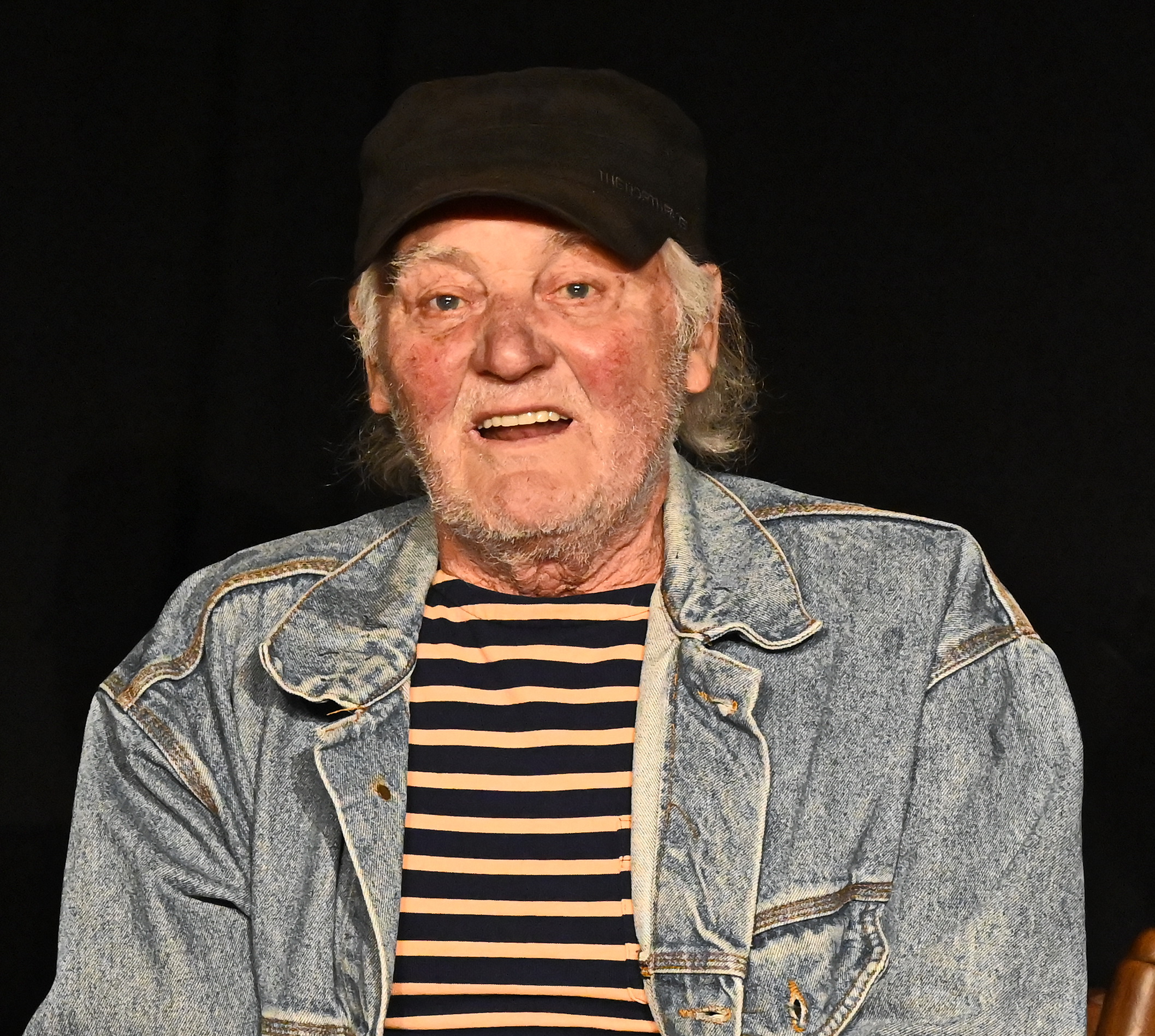
Wolfgang Nöth, 2019

Wolfgang Peter Leonhard Nöth (* 6. Oktober 1943 in Würzburg; † 10. Januar 2021 in München) war ein deutscher Gastronom. Er veränderte ab den späten 1980er Jahren als Hallenclubbetreiber die Münchner Nacht- und Partyszene entscheidend und prägte die bundesweite Clubhallen-Kultur erheblich mit. Er fand in den Medien als „Hallenmogul“ und „Hallenkönig“ Erwähnung.

## Leben
Nöth wurde als Sohn jüdischer Eltern im damals nationalsozialistischen Deutschland geboren. Seine Eltern starben kurz nach seiner Geburt, die Mutter zerbrach an den Folgen ihrer KZ-Haft. Er wuchs als Waisenkind zunächst bei Pflegeeltern auf. Nach Kriegsende kam er ins Kloster Münsterschwarzach und besuchte das Vinzentinum in Würzburg.
Nach dem Hauptschulabschluss begann er im Alter von 13 Jahren seine Berufsausbildung bei Neckermann. Während der Lehre lebte er im Würzburger Salesianerkloster. Nach Jobs bei einer Spedition, einer Cola-Fabrik, einer Ziegelei, als Dachdecker in Nürnberg, Frankfurt am Main, in den Niederlanden und Israel ging er 1978 nach München, wo er zunächst für drei Jahre im Schlachthof und als Holzverkäufer jobbte. 1981 bot ihm Josef Bachmair, Wirt seiner Stammkneipe Fraunhofer, die Beteiligung an der Wirtschaft an. In Erinnerung blieb dort sein Griff zu einer pragmatischen Lösung, indem er mittels Kreissäge einen Teil der Bühne entfernte, nachdem der Zuschauerraum dem Besucherandrang nicht mehr genügte.
Er wurde auf dem Nordfriedhof in München bestattet.

### Theaterfabrik Unterföhring
Zu jener Zeit, als Nöth in die Gastronomie einstieg, pendelte das konzertbegeisterte Münchner Indie-Szenepublikum nicht zuletzt wegen der damals streng gehandhabten Münchner Sperrstundenregelung noch zu Konzertveranstaltungen in Clubs im ländlichen Umfeld der Stadt oder innerorts in die relativ abgelegene Alabama-Halle, die durch die BR-Jugendsendung Live aus dem Alabama und Konzerte internationaler Musikbands und anderer Interpreten bekannt wurde. Ende der 1980er Jahre schloss die Alabama-Halle auf dem heutigen BMW-Gelände im Stadtteil Am Hart ihre Pforten. Sie war zu diesem Zeitpunkt für die Münchner „Hallenkultur“ wohl einzigartig.
Nöth erkannte schon früh den Bedarf für derartige Veranstaltungshallen, investierte 1983 in einen alten Backsteinbau unmittelbar westlich der S-Bahn-Station im Gewerbegebiet Unterföhrings bei München und eröffnete unter dem Namen Theaterfabrik seinen ersten Hallenclub. Neben Tanzveranstaltungen wie der freitäglich von Jürgen Birr alias „Anurakta“ (Sannyas-Name), dem Theatron-Macher und Betreiber des Clubs Pulverturm auf dem ehemaligen Alabama-Depot-Gelände, veranstalteten „disco orange“ gaben hier namhafte Interpreten wie beispielsweise Red Hot Chili Peppers, Blondie, Billy Bragg, The Kinks, The Damned, Carl Perkins, Ben E. King, The Jesus and Mary Chain, Beastie Boys und Wanda Jackson vor großem Publikum Konzerte. Die Halle schloss 1992; das Gebäude steht heute noch (2021).

### Nachtwerk
Auf dem Gelände einer ehemaligen Autospiegelherstellerfirma eröffnete Nöth Ende der 1980er Jahre an der Münchner Landsberger Straße westlich der Donnersbergerbrücke das Nachtwerk, wieder eine Konzert- und Partyhalle mit zugehörigem Club, das bis 1994 vor allem mit den dort veranstalteten Schlager-Partys gut besucht war, aber auch von Beginn an Bands wie Bad Religion, Nirvana, Rammstein und Urge Overkill als Konzertplattform diente. Von hier aus wurde auch Live aus dem Nachtwerk (Nachfolgereihe von Live aus dem Alabama) vom BR übertragen.

### Kulturzentrum München-Riem
Kurz nachdem die Theaterfabrik in Unterföhring geschlossen worden war, übernahm Nöth im August 1993 zusammen mit „Anurakta“ für die Zwischennutzung als Kulturgelände das Gelände des Flughafens München-Riem. Mit zahlreichen Veranstaltungen (z. B. im Terminal I oder im „alten“ Ultraschall) und weiteren Angeboten lockte das Gelände bis zu seiner Schließung im Sommer 1996 massenweise Besucher an. Rund 50.000 Partybegeisterte feierten hier zeitgleich in zehn Partyhallen und den ebenfalls genutzten unterirdischen Verbindungsgängen des Geländes. Das Partygelände galt von Größe und Veranstaltungsumfang zu dieser Zeit deutschlandweit als einzigartig. 89 Hit FM richtete in einer der Hallen zu Übertragungszwecken ein eigenes Sendestudio ein. Auf dem Gelände wurde im Anschluss die Messestadt Riem errichtet.
Trotz zuvor formulierter Einwände der Stadtverwaltung entschied sich der damalige 2. Bürgermeister Münchens Christian Ude für die Vergabe der Pacht an Nöth aufgrund seiner gesammelten Erfahrungen in Unterföhring. Der Flohmarkt auf dem ehemaligen Flughafengelände ist heute einer der größten Antik- und Flohmärkte Deutschlands.

### Kunstpark Ost
Ebenfalls 1996 verlagerte der seit 1993 zur Unilever-Gruppe zählende Lebensmittelhersteller Pfanni die Produktion aus seinem Münchner Stammwerk südlich des Münchner Ostbahnhofs nach Mecklenburg-Vorpommern. Nöth pachtete zusammen mit seinen Partnern, dem Szene-Gastronom und DJ Mathias und dessen Gattin Gabriele „Gaby“ Scheffel, Tochter des Bauunternehmers Alfons Doblinger, das im Eigentum des Konsuls Otto Eckart befindliche und leerstehende Fabrikgelände in verkehrsgünstiger Lage für zunächst drei Jahre und errichtete darauf den überregional bekannten Kunstpark Ost (KPO, später Kultfabrik), von der Konzeption her ein rein profitorientiertes Wirtschaftsunternehmen. Der Kunstpark Ost als „Vergnügungsgebiet“ zog mit rund 30 Diskotheken (beispielsweise dem Babylon, Ultraschall II, KW – Das Heizkraftwerk, Natraj Temple oder K 41), Clubs (beispielsweise die Cohibar), Bars, Restaurants, Spielhallen, rund 60 Künstlerateliers und 30 Kleinunternehmen sowie Konzerten und Kunst- und Antiquitätenflohmärkten ein Millionenpublikum an. 250.000 Personen pro Monat, in der Regel zwischen 16 und 29 Jahren, davon rund die Hälfte aus dem weiteren Umland Münchens und Touristen, waren über Jahre der Normalfall. 2001 bezeichnete die Zeitung Die Welt den Kunstpark Ost als „Europas größte Ausgehmeile“. Die Verlängerung für die Zwischennutzung erfolgte 1999 für weitere drei Jahre. Auch die in den Jahren 2000 bis 2008 von Nöth betriebenen Georg-Elser-Hallen gehörten zum Gesamtkonzept.

### Optimolwerke
Nachdem Ende 2002 die Grundstückseigner den Pachtvertrag für den KPO nicht weiter verlängerten, sondern das Gelände mit Nöths Konzept selbst unter der Marke Kultfabrik weiterbetrieben, eröffnete Nöth mit Kollegen am 31. Januar 2003 die Optimolwerke in unmittelbarer Nachbarschaft auf dem Gelände der ehemaligen Schmierölherstellerfabrik, den Optimol Ölwerken, wieder mit ähnlicher Konzeption (näheres siehe im Artikel Kultfabrik). Neben zahlreichen neuen Lokalitäten wechselten auch einige bereits vom Kunstpark Ost bekannte Clubs oder deren Nachfolger wie die Milchbar oder das Harry Klein auf das neue Gelände. Im Jahr 2009 eröffnete auch die Nachfolgerin von Nöths früherer Theaterfabrik. Seit Januar 2008 befand sich hier auch die „dritte“ Alabama-Halle, die bis dahin in zweiter Auflage in den Instandsetzungshallen der Funkkaserne nicht zuletzt aufgrund ihrer Flatrate-Partys tausende von Besuchern anzog, in den Räumlichkeiten des ehemaligen Palacio auf dem Optimolgelände. Nöth, der selbst keinen Alkohol trank, kritisierte das Angebot von Flatrate-Partys.

### Planungsprojekt Kunstpark Nord
Seit der zwangsweisen Umsiedelung auf das Optimolgelände, konkretisierten sich Nöths Pläne, erneut ein superlatives Münchner Vergnügungsviertel ins Leben zu rufen. Er und Mathias Scheffel verhandelten mit der Münchner Stadtverwaltung über die mögliche Errichtung dieses Vergnügungsviertels durch Erbbaurecht südlich der Allianz Arena in der Fröttmaninger Heide, das unter der Bezeichnung Kunstpark Nord ursprünglich noch vor der Fußballweltmeisterschaft 2006 entstehen sollte. Die Umsetzung der Pläne verzögerte sich, die geplante Eröffnung bis zur Fußball-WM scheiterte unter anderem an den geänderten EU-Gesetzen für Erbpachtvergabe, die eine europaweite Ausschreibung forderten. Nach eigenen Angaben hatten die beiden bis Mai 2010 bereits € 250.000 an Planungsinvestitionen für Architekten, Gutachter und Anwälte getätigt. Neben den Vorwürfen, Nöth könne das Projekt finanziell nicht tragen, wurde argumentiert, dass die „Kreativ-Infrastruktur“ sich unter gegebenen Umständen nicht mehr zeitnah und effektiv verbessern ließe. Man müsse nach anderen, schnelleren Lösungen suchen. Angeblich hätte sich kulturpolitisch betrachtet laut Kommunalreferat die Jugendkulturszene auch von der Hallenkultur weg zur zentrumsnahen Clubkultur in Szene-Vierteln wegentwickelt. Nöth bestritt bereits zuvor die Vorwürfe, das Projekt finanziell nicht tragen zu können. Der Planungsumfang erstrecke sich auf 26 Millionen Euro, wovon 22 Millionen Euro durch eine interessierte Bank vorgestreckt würden.
Im Rahmen einer nichtrepräsentativen Online-Befragung wurde Nöth unter zehn vorgeschlagenen Kandidaten mit 31 Prozent der Stimmen zu Münchens bestem Kulturschaffenden gekürt. Im anschließenden Interview äußerte er sich kritisch gegenüber der wechselhaften Haltung des Kommunalreferats. Die Frage, ob er das Gelände auch kaufen würde, bejahte er, wandte aber ein, dass er im Falle des Kaufes ein Mitspracherecht der Stadtverwaltung ablehne.

### Weitere Lokalitäten
Nöth war Betreiber und Mitbetreiber zahlreicher weiterer Münchner Lokalitäten, darunter das Lustspielhaus, das Kesselhaus, die Zenith-Hallen, die er 1999 wegen des Orkans „Lothar“ für das Tollwood-Festival und 2000 für die Münchner Kammerspiele zur Verfügung stellte, der Spiegelsalon und der Postpalast in der Münchner Arnulfstraße, den er zusammen mit Michael Käfer (Feinkost Käfer) und dem Veranstalter Otger Holleschek als Firmenevent-Location betrieb. Nöth war anfangs auch Mitbetreiber des Ostwerks in Augsburg-Lechhausen, das am 2. Oktober 1990 eröffnete. Mitte 2013 pachtete er im Münchner Stadtteil Aubing die Hallen der ehemaligen Reparaturwerkstatt der Schlafwagengesellschaft Compagnie Internationale des Wagons-Lits, die ab 1952 bis zur Schließung Ende 1999 in Kooperation mit der Deutschen Schlafwagen- und Speisewagengesellschaft betrieben wurde. Die Liegenschaft wurde zum Antikmarkt umfunktioniert. 2018 eröffnete Nöth die Neue Theaterfabrik.

## Zitate
„Der Wolfgang hat eines Nachts eine Kreissäge genommen und ein Stück der Bühne weg gesägt. So gehen 20 Leute mehr rein.“

„Es tut mir leid für die Baubehörden, dass ich mit meinen Ideen schneller war als sie mit ihren Genehmigungen.“

„Wolfgang Nöth ist ein Segen für die Stadt, aber eine Strapaze für die Verwaltung und mit seinem Dickschädel überwindet er auch mal behördliche Auflagen.“

„Nöth hat ein Fingerspitzengefühl für das, was die Leute mögen.“

„Konzepte gibt es bei Wolfgang Nöth eigentlich nie, er stellt einen Raum hin und der füllt sich dann mit Programm.“

„Einer muss ja den Prügel aus der Tasche ziehen, damit in München etwas passiert.“

„Ich bin für Christian Ude, weil Uschi Glas für Peter Gauweiler ist.“